# 578：狂人一击
《578：狂人一击》为2022年上映的越南动作剧情片，由梁定勇自编自导、Tu Van Pictures制作，韩国的乐天娱乐发行。电影原定于2022年5月20日正式上映，但由于COVID-19大流行而被迫推迟。